# Rhain ap Cadwgan
 Rhain ap Cadwgan  roi de Dyfed qui règne pendant la seconde moitié du VIIIe siècle

## Contexte
Rhain  est le fils et successeur de Cadwgan ap Cathen. Après la conquête de Ystrad Tywy par Seisyll ap Clydog roi de Ceredigion, le royaume de Dyfed se trouve extrêmement réduit et il est désigné le plus souvent désormais sous le nom de « Rheinwg » sans doute d'après le nom du roi de l'époque Rhain ap Cadwgan. Toutefois son homonyme Rhain ap Maredudd qui meurt en 808 est peut-être également à l'origine de cette désignation.